# Echellegitter

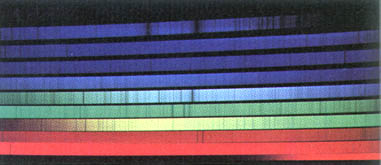
Typisches Aussehen eines Échelle-Spektrums, hier von Sonnenlicht.

Échellegitter sind spezielle Beugungsgitter, die große Beugungseffizienzen in hohen Beugungsordnungen besitzen. Typischerweise nutzt man Blazegitter mit hohen Blaze-Winkeln von ca. 60–75°. Im Gegensatz zu herkömmlichen Beugungsgittern haben Échellegitter relativ wenig Furchen, für sichtbares Licht ca. 20–100 je Millimeter.

## Begriffsherkunft
Das Wort stammt aus dem Französischen: échelle = (Sprossen-)Leiter, Stiege. Es gibt zwei Erklärungen für den Namen: Das Gitter selbst ähnelt einer Stiege, und die einzelnen Zeilen eines Échelle-Spektrogramms sind parallel wie die Sprossen einer Leiter.

## Der Échelle-Spektrograph

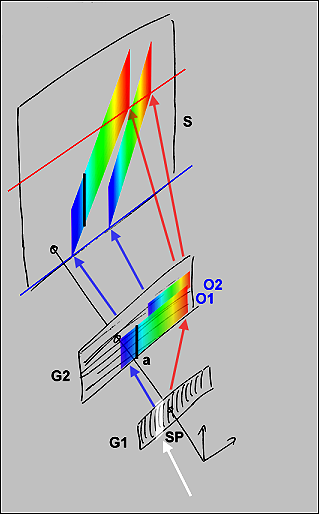
Échelle-Spektrometer-Prinzip: Das erste Standardgitter ist nur für eine Ordnung optimiert (niedrige Ordnung, die nicht überlappt), wobei das Échelle-Gitter auch für einen Bereich optimiert ist (Blaze), der aber mehrere höhere Ordnungen enthält. Beide sind orthogonal montiert, so dass die unterschiedlichen Ordnungen getrennt werden und nur die optimierten Bereiche auf den Detektor treffen. Dabei kommen gleiche Wellenlängen auch in unterschiedlichen Ordnungen vor.

Die Zeichnung zeigt den prinzipiellen Aufbau eines Échelle-Spektrographen. Das Licht trifft von unten auf einen Spalt mit nachgeschaltetem optischen Échellegitter G1. Das Dispersionsspektrum fällt auf ein konventionelles Gitter G2. Der blaue und rote Pfeil deuten die Lage des Beugungsspektrums an. Das Échellegitter wird in hohen Beugungs-Ordnungen betrieben, die zum großen Teil aufeinander fallen. Die Abbildung zeigt beispielhaft zwei Ordnungen O1 und O2. Tatsächlich mischen sich die Farben. Würde man an dieser Stelle einen Schirm einfügen, sähe man einen weißen Spektralfaden, nicht die Spektralfarben.
Das Gitter G2 ist rechtwinklig zum Échellegitter G1 orientiert und separiert die Ordnungen. Die räumliche Aufspaltung durch G1 setzt sich in G2 fort. Statt eines kontinuierlichen Spektrums, das sich von oben (rote Linie) nach unten (blaue Linie) über den gesamten Schirm S ausbreitet, erscheint ein Spektralband, das durch die Breite von G2 begrenzt wird. Der linke blaue Pfeil auf S markiert den kurzwelligen Rand für die Ordnung O1, der linke rote Pfeil den langwelligen. Die beiden anderen Pfeile verweisen auf das Band, das das Gitter G2 für die zweite Ordnung O2 erzeugt.
Das zweite optische Gitter trennt die übereinander liegenden Beugungsordnungen, die das Échellegitter erzeugt. Ein Échellespektrum besteht aus nahezu parallel verlaufenden Beugungsbändern. Mit zunehmender Ordnung werden die Beugungsspektren gestaucht, was zu einer Verkippung der Bänder auf dem Schirm führt. Die Zeichnung überhöht den Effekt. Wählt man zur Separation statt eines Beugungsgitters G2 ein Prisma mit nichtkonstanter Dispersion, verlaufen die Bänder auf dem Schirm nicht linear, sondern gekrümmt.

## Anwendungsgebiete
Échellegitter werden in der Astronomie gerne für die Aufnahme von Sternspektren mit hoher Auflösung benutzt, weil ein hochauflösendes Spektrum mit einem sehr großen Wellenlängenbereich auf einmal erfasst werden kann. Im Gegensatz dazu sind herkömmliche hochauflösende Beugungsgitter für einen relativ schmalen Bereich optimiert; außerdem wären sehr lange CCD-Sensoren oder mehrere nebeneinander angeordnete CCDs nötig, um das komplette Spektrum erster (oder zweiter) Ordnung zu erfassen. Beim Échelle-Spektrographen lässt sich das Spektrum mit einem vergleichsweise kleinen quadratischen CCD aufnehmen.
Échellespektrometer erreichen bei kompakter Bauweise gute spektrale Auflösungsvermögen. Verwendet wird eine Gitter/Gitter-, häufiger jedoch eine Gitter/Prisma-Kombination. Als Beugungsgitter wird ein sogenanntes Échellegitter mit hoher Effizienz in hohen Beugungsordnungen verwendet. Bei sequentiellen Monochromatoren wird ein Prisma zur Vorauswahl des Wellenlängenbereiches verwendet. Bei Polychromatoren werden die verschiedenen Beugungsordnungen mit einem zweiten Gitter oder einem Prisma zweidimensional in die Fläche projiziert.
Als Empfänger werden kommerzielle Photoplatten, Sekundärelektronenvervielfacher hinter Spaltmasken und Halbleiter-Flächendetektoren eingesetzt.
Échellespektrometer werden häufig in der Analytischen Chemie zur quantitativen und qualitativen Bestimmung von Elementen, im Speziellen in der Optischen ICP-Emissionsspektrometrie (ICP-OES) und der Gaschromatographie (siehe Echelle-Plasma-Emissions-Detektor) eingesetzt. Die gute spektrale Auflösung im UV-Bereich zur Auftrennung der linienreichen ICP-Spektren ist in dieser Kombination besonders effektiv.